# 3-ヒドロキシ安息香酸
3-ヒドロキシ安息香酸（3-hydroxybenzoic acid）は、モノヒドロキシ安息香酸の一つ。この物質はシュードモナス属によって3-クロロ安息香酸から合成される。